# Anictosphaera
Anictosphaera es un género de foraminífero bentónico de la subfamilia Stegnammininae, de la familia Stegnamminidae, de la superfamilia Psammosphaeridae, del Suborden Saccamminina y del orden Astrorhizida. Su especie tipo es Anictosphaera progressa. Su rango cronoestratigráfico abarca desde el Ludloviense (Silúrico medio) hasta el Devónico inferior.

## Discusión
Clasificaciones previas incluían Anictosphaera en la subfamilia Psammosphaerinae, de la familia Psammosphaeridae, de la superfamilia Astrorhizoidea, así como en el suborden Textulariina del orden Textulariida.

## Clasificación
Anictosphaera incluye a la siguiente especie:
- Anictosphaera progressa †